# رون ويلسون (لاعب هوكي الجليد كندي)
رون ويلسون هو لاعب هوكي الجليد كندي، ولد في 13 مايو 1956 في تورونتو في كندا.

## وصلات خارجية
- رون ويلسون (لاعب هوكي الجليد كندي) على موقع دوري الهوكي الوطني (الإنجليزية)
- رون ويلسون (لاعب هوكي الجليد كندي) على موقع قاعة مشاهير الهوكي (لاعب أن.إتش.أل) (الإنجليزية)
- رون ويلسون (لاعب هوكي الجليد كندي) على موقع EliteProspects.com (الإنجليزية)
- رون ويلسون (لاعب هوكي الجليد كندي) على موقع HockeyDB.com (الإنجليزية)
- رون ويلسون (لاعب هوكي الجليد كندي) على موقع Hockey-Reference.com (الإنجليزية)